# 사쿠라노바바 조사이엔

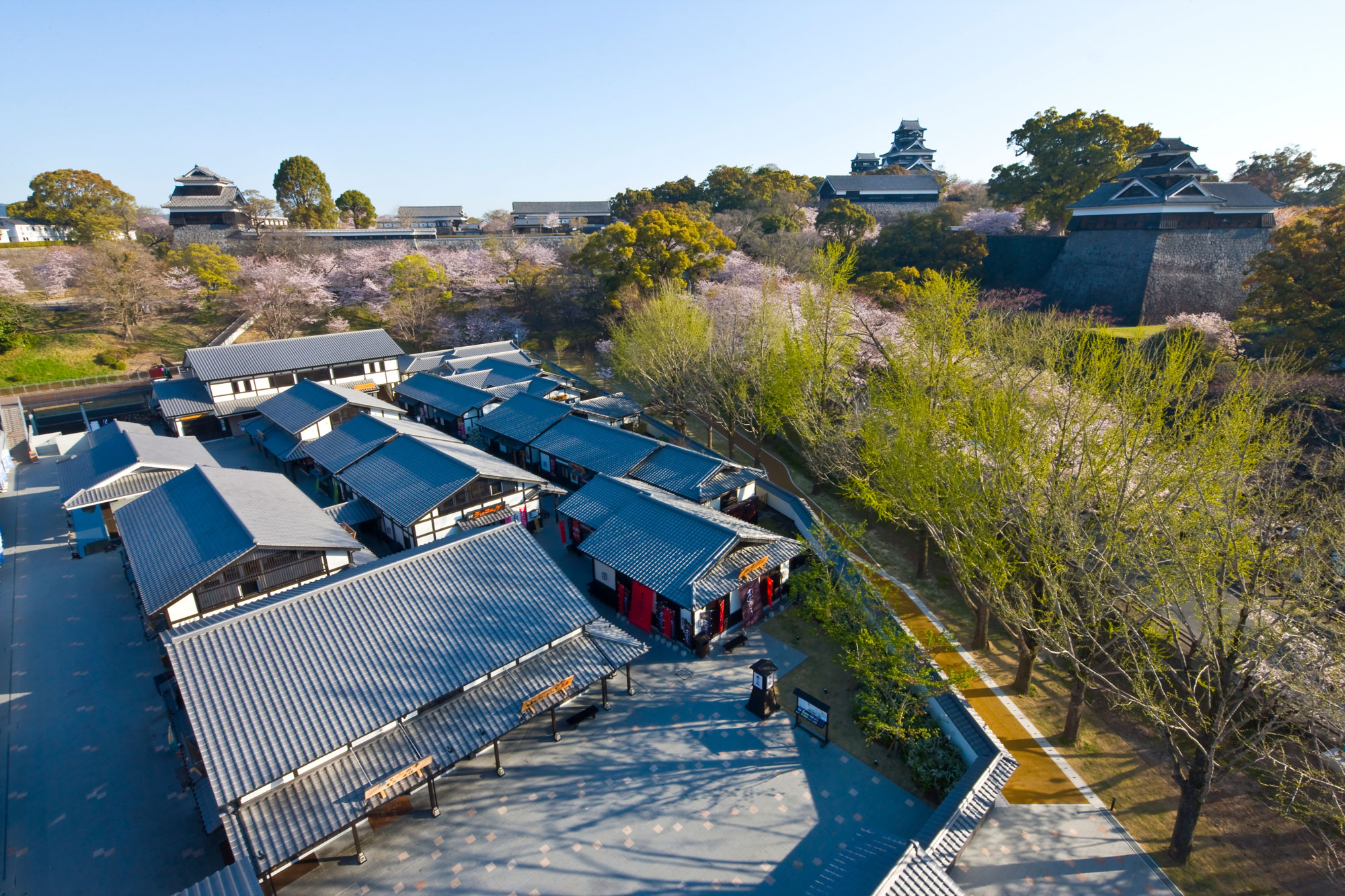
사쿠라노바바 조사이엔

사쿠라노바바 조사이엔(일본어: 桜の馬場 城彩苑)은 일본 구마모토현 구마모토시 주오구에 있는 관광지이다. 2011년 3월 5일에 오픈하였다. 구마모토의 지역 특산물의 판매 촉진을 컨셉으로 하고있다.